# 那須明資
那須 明資（なす あきすけ）は、室町時代の武将。那須氏（上那須家）14代当主。
那須氏13代当主・那須氏資の嫡男として誕生。
明資は下那須家の那須資実とは長く抗争を続け、享徳3年（1455年）からの享徳の乱でも上杉氏と結んで堀越公方・足利政知方として、古河公方・足利成氏方の資実を攻めていたが、文明4年（1472年）に結城直朝の仲介で和解、資実に娘を嫁がせてこれを機に成氏方に寝返った。
文明8年（1476年）からの長尾景春の乱では長尾景春や千葉孝胤と結びこれを支援したが若くして没する。
家督は弟・資親が継いだ。